# جون مارتن كروفورد
جون مارتن كروفورد (بالإنجليزية: John Martin Crawford) هو قاتل متسلسل كندي، ولد في 29 مارس 1962 في شتاينباخ في كندا.